# Свинкелс, Арьян
Арьян Свинкелс (нидерл. Arjan Swinkels; родился 15 октября 1984, Мургестел, Северный Брабант) — нидерландский футболист, игравший на позиции защитника.

## Клубная карьера
Свинкелс дебютировал в Эредивизи в матче против «Роды» 18 сентября 2005 года. В следующем сезоне Свинкелс провёл большую часть времени на скамейке, но весной он начал играть регулярно и даже смог спасти свою команду от попадания в зону вылета в низшую лигу. В предпоследнем туре против «Валвейка», завершившимся вничью 1:1, Свинкелсу удалось вынести мяч с линии ворот. В следующем сезоне Арьян начинал играть на позиции центрального защитника вместо травмированного Делано Хилла. Позже он стал играть в основном составе.
После подписания контракта с «Льерсом» летом 2012 года, Свинкелс получил травму мениска и долго восстанавливался.
В июне 2016 года перешёл в любительский клуб «Берсот Вилрейк».
13 июля 2020 года подписал однолетний контракт с клубом ВВВ-Венло.